# Municipio de Silver Creek (condado de Burt)
El municipio de Silver Creek (en inglés: Silver Creek Township) es un municipio ubicado en el condado de Burt en el estado estadounidense de Nebraska. En el año 2010 tenía una población de 121 habitantes y una densidad poblacional de 1,3 personas por km².

## Geografía
El municipio de Silver Creek se encuentra ubicado en las coordenadas 41°52′3″N 96°16′57″O / 41.86750, -96.28250. Según la Oficina del Censo de los Estados Unidos, el municipio tiene una superficie total de 93.04 km², de la cual 92,94 km² corresponden a tierra firme y (0,1 %) 0,1 km² es agua.

## Demografía
Según el censo de 2010, había 121 personas residiendo en el municipio de Silver Creek. La densidad de población era de 1,3 hab./km². De los 121 habitantes, el municipio de Silver Creek estaba compuesto por el 95,04 % blancos, el 3,31 % eran amerindios y el 1,65 % eran de una mezcla de razas. Del total de la población el 3,31 % eran hispanos o latinos de cualquier raza.